# Bleksporre
Bleksporre (Linaria supina) är en grobladsväxtart som först beskrevs av Carl von Linné, och fick sitt nu gällande namn av Chaz.. Enligt Catalogue of Life ingår Bleksporre i släktet sporrar och familjen grobladsväxter, men enligt Dyntaxa är tillhörigheten istället släktet sporrar och familjen grobladsväxter. Arten förekommer tillfälligt i Sverige, men reproducerar sig inte.

## Underarter
Arten delas in i följande underarter:
- L. s. duriaeana
- L. s. supina